# Ибрагим Хильми-паша
Ибраги́м Хильми́-паша́ (тур. İbrahim Hilmi Paşa) или Кечибойнузу Ибрагим Хильми-паша (тур. Keçiboynuzu İbrahim Hilmi Paşa; 1747 — 17 июня 1825) — османский государственный и военный деятель, великий визирь с 14 сентября 1806 по 3 июня 1807 года.

## Биография
Ибрагим Хилми-паша родился в районе Ускюдар (Стамбул) в семье бейтюльмалджи (главного казначея янычарского корпуса) Мехмеда-аги. По примеру отца Ибрагим поступил на службу в янычары и дослужился до турнаджибаши (одно из офицерских званий). Позже Ибрагим управлял агаликом в Трабзоне и Ханьи. 
Вернувшись в Стамбул, Ибрагим продолжил службу в янычарском корпусе, дослужившись до звания аги янычар, которое ему было присвоено 19 августа 1804 года. Благодаря своей популярности в народе Ибрагим Хилми-паша 14 сентября 1806 года был назначен на должность великого визиря после увольнения своего предшественника Исмаила-паши. С началом войны с Российской империи в должности главнокомандующего (сердара-и экрема) возглавил турецкую армию и вёл приготовления к военному походу. В мае 1807 года разразилось восстание Кабакчи Мустафы, которое привело к свержению Селима III и возведению на трон Мустафы IV.
Ибрагим Хилми-паша, находившийся на фронте, был уволен с поста великого визиря 3 июня 1807 года и сослан в Шумен, где ему было приказано проживать до конца жизни. Однако в июле 1807 года он был назначен губернатором Салоников. В декабре 1808 года Ибрагим Хилми-паша был назначен губернатором Боснии и получил должность наместника Герцеговины. В октябре 1813 года он был лишён этой должности и сослан в Гелиболу. 3 сентября 1816 года Ибрагим Хилми-паша был назначен мухафизом (стражем) Ираклиона и начал принимать жёсткие меры против жителей, которые нападали на губернаторов провинции, что привело к отставке его предшественников. 21 марта 1818 года Ибрагим Хилми-паша был уволен с этой должности по обвинению в растрате. После увольнения Ибрагим Хилми-паша служил наместником Мерсина (1818–1819), стражем Эвбеи (1819) и Ханьи (1819–1820). 
4 июля 1821 года Ибрагим Хилми-паша был назначен на должность губернатора Аданы. Для обеспечения порядка в регионе он сформировал 1500 кавалеристов и был вынужден подавить восстание местных племён, которые отказались прислать своих солдат, несмотря на свои обещания. 30 июля 1823 года он был уволен с этой должности и лишён звания визиря. Ибрагим Хилми-паша был отправлен в ссылку на Кос, где и скончался во время Греческого восстания 17 июня 1825 года в должности мухафиза острова Кос.